# 藍迪·亞羅薩倫納
藍迪·亞羅薩倫納（英語：Randy Arozarena，1995年2月28日—），為美國職棒大聯盟的外野手，目前效力於西雅圖水手。他生涯曾效力過紅雀與光芒兩隊。2020年10月28日，他在季後賽敲出10支全壘打，為大聯盟在季後賽敲出最多轟的菜鳥球員。

## 職業生涯

### 聖路易紅雀
2016年7月，亞羅薩倫納與紅雀隊簽約。2018年7月，他入選了未來之星明星賽。
2019年8月14日，亞羅薩倫納升上大聯盟。該年他出賽19場比賽，打擊率為3成，並敲出1轟、2分打點與2次盜壘成功。

### 坦帕灣光芒
2020年1月9日，亞羅薩倫納和José Martínez一同被交易至光芒隊，紅雀隊得到Matthew Liberatore和Edgardo Rodriguez。該年他出賽23場比賽，打擊率為2成81，並敲出7轟與11分打點。他在美聯冠軍賽第七戰敲出2分砲，這是他季後賽的第7轟。打破了2008年由埃文·朗歌利亞創下的菜鳥球員在季後賽保持的6轟紀錄。
他在系列賽繳出打擊率3成21，外帶4轟與6分打點的成績。順勢拿下美聯冠軍賽的MVP。
2020年世界大賽第四戰，亞羅薩倫納於4局下開轟，成為大聯盟於單一季後賽敲出最多全壘打的選手（9轟）。

## 個人生活
亞羅薩倫納的女兒在2018年出生於墨西哥。他的弟弟Raiko是一名足球員，目前在墨西哥足球協會打球。

## 外部連結
- 球員資訊和成績在MLB ，ESPN ，Retrosheet ，Baseball Reference ，Baseball Reference (Minors) ，Fangraphs ，The Baseball Cube （英文）